# 国道433号

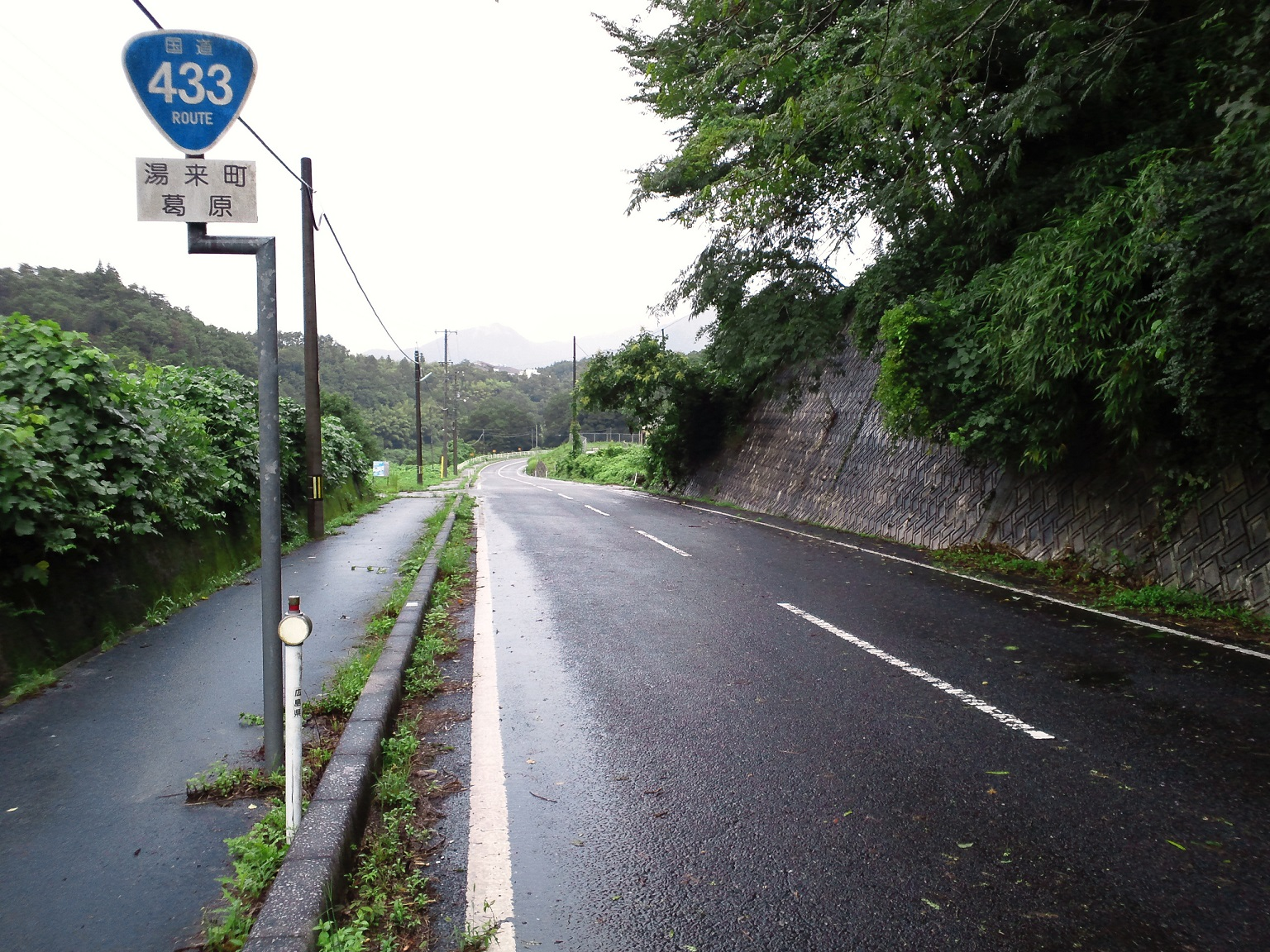
佐伯区湯来町葛原付近（2013年9月）

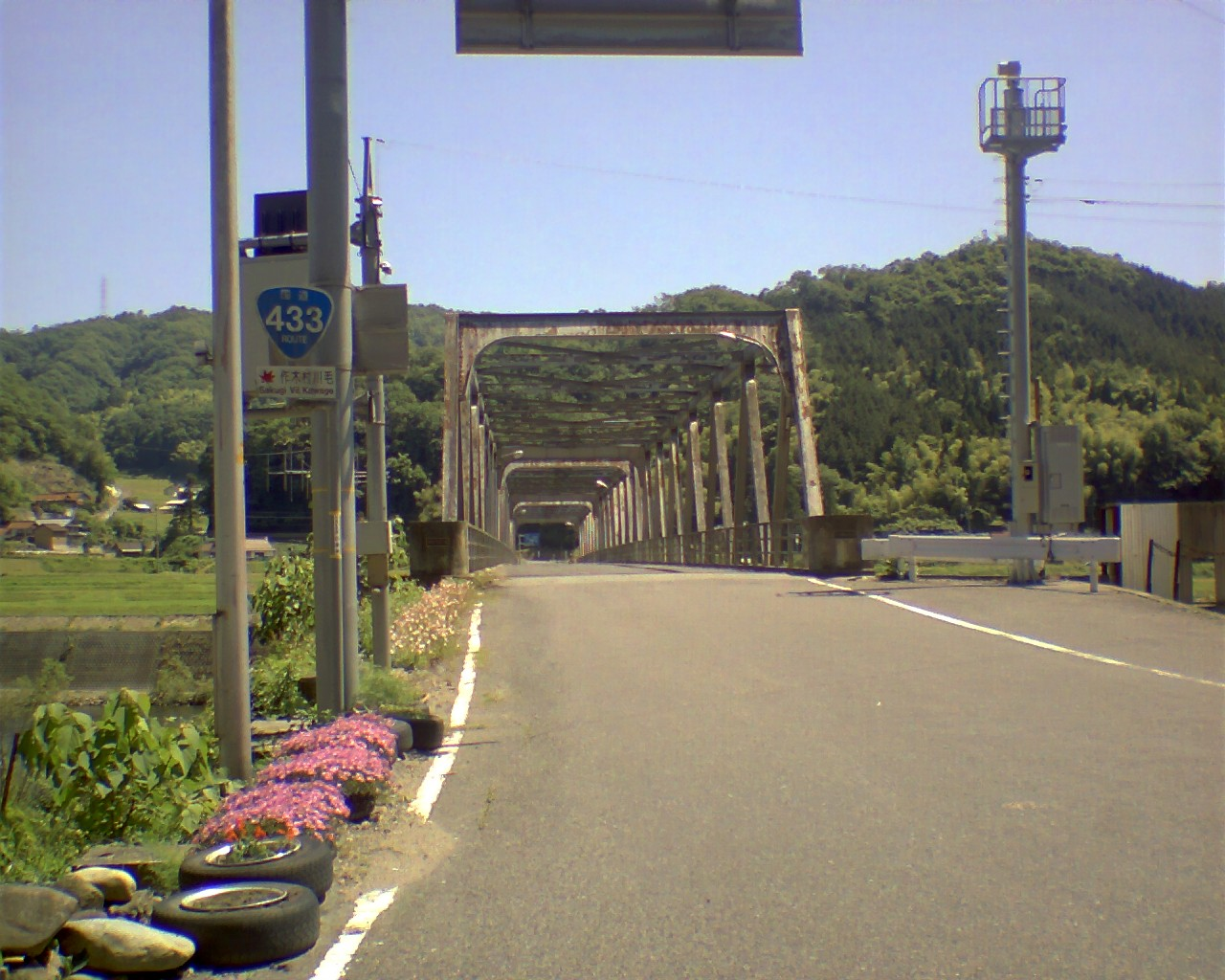
式敷大橋三次市作木町香淀

国道433号（こくどう433ごう）は、広島県大竹市から三次市に至る一般国道である。

## 概要
広島県の南西端に位置し瀬戸内海にも面する大竹市のみどり橋東詰交差点から、広島県内の中国山地の山間部を縫って北東方向に進み、同県北東部にある三次市の日山橋東詰交差点で国道54号とを結ぶ、延長約124 kmの一般国道の路線である。主な通過地として廿日市市、広島市佐伯区湯来町、山県郡安芸太田町大字加計（旧加計町）、北広島町戸谷（旧豊平町）、同町蔵迫（旧千代田町）、安芸高田市美土里町、同市高宮町がある。このうち、起点の大竹市から廿日市市の瀬戸内海沿いは国道2号と、三次市内の終点付近は、国道375号と重用しており、実延長部となる単独区間は、廿日市市の国道2号交点（上平良（かみへら）交差点）から三次市作木町香淀の国道375号交点までである。また、単独区間の経路の途中でも、国道191号、国道261号と一部重複する。
廿日市市北部の七曲峠（標高560 m）や加計 - 戸谷間にある鶉木峠、蔵迫 - 美土里間にある二重谷峠（標高470 m）などに道路幅が狭く普通乗用車でもすれ違いが困難な場所があり、連続降雨など異常気象時には通行止めとなることがしばしばある。このため、加計豊平バイパスをはじめとする道路改良が進められている。

### 路線データ
一般国道の路線を指定する政令に基づく起終点および重要な経過地は次のとおり。
- 起点：大竹市（みどり橋東詰交差点 = 国道2号上、国道186号終点）
- 終点：三次市（巴橋東詰交差点 = 国道375号・広島県道39号三次高野線上、国道434号終点）
- 重要な経由地：廿日市市、広島県佐伯郡湯来町[注釈 2]、同県山県郡加計町[注釈 3]、同郡千代田町[注釈 4]、同県双三郡作木村[注釈 5]
- 総延長 : 124.2 km（広島県 96.9 km、広島市 27.3 km）重用延長を含む[3][注釈 6]
- 重用延長 : 18.5 km（広島県 18.5 km、広島市 - km）[3][注釈 6]
- 未供用延長 : なし[3][注釈 6]
- 実延長 : 105.6 km（広島県 78.4 km、広島市 27.3 km）[3][注釈 6]
  - 現道 : 104.2 km（広島県 77.0 km、広島市 27.3 km）[3][注釈 6]
  - 旧道 : 1.4 km（広島県 1.4 km、広島市 - km）[3][注釈 6]
  - 新道 : なし[3][注釈 6]
- 指定区間：国道2号・国道54号と重複する区間（大竹市・みどり橋東詰交差点（起点） - 廿日市市・上平良（かみへら）交差点、三次市・日山橋東詰交差点 - 尾関大橋北詰交差点）[4]
- 冬季閉鎖区間：山県郡北広島町惣森 - 安芸高田市美土里町桑田間（延長4.8 km、12月15日 - 翌年3月15日）

## 歴史
- 1982年（昭和57年）4月1日 - 一般国道433号指定。

## 路線状況
七曲峠や二重谷峠などを含め、道幅が狭く、大型車通行不可、乗用車同士のすれ違い困難な区間が多数存在する。2 t車以上の車両通行不能区間もあり、カーブが多い道路幅員狭小区間があるため、中型・大型車は脱輪するため迂回を促す看板も設置されている。山間部は、落石や木の枝、落ち葉が路上に落ちているなど、路面状態が悪いこともある。また、山間部の川沿いにガードレールの未設置箇所や、急なヘアピンカーブがあったり、一般道路との分岐点において道路幅が狭い方が国道433号であるところがあるなど、いわゆる「酷道」の要素が多い。山県郡安芸太田町大字加計付近から七曲峠手前までの広島市内区間は、2車線の快走路が続いている。

### バイパス
- 加計豊平バイパス

### 重複区間
- 国道2号（大竹市北栄・みどり橋東詰交差点（起点） - 廿日市市上平良（かみへら）・上平良交差点）
- 国道488号（廿日市市上平良・上平良交差点 - 広島市佐伯区湯来町大字和田・湯来出張所前交差点）
- 国道191号（山県郡安芸太田町大字坪野 - 山県郡安芸太田町大字津浪（つなみ））
- 国道434号（山県郡安芸太田町大字加計・加計郵便局前交差点 - 三次市三次町・巴橋東詰交差点（終点））
- 国道261号（山県郡北広島町蔵迫・蔵迫中央交差点 - 山県郡北広島町蔵迫）
- 国道375号（三次市作木町香淀（こうよど） - 三次市三次町・巴橋東詰交差点（終点））
- 国道54号・国道184号（三次市三次町・日山橋東詰交差点 - 三次市三次町・尾関大橋北詰交差点）

### 道路施設

#### 橋梁
- 新川橋（新町川、大竹市、国道2号重複区間内）
- 大膳橋（大膳川、大竹市、国道2号重複区間内）
- 新川橋（新町川、大竹市、国道2号重複区間内）
- 新恵川橋（恵川、大竹市、国道2号重複区間内）
- 妹背橋（毛保川、廿日市市、国道2号重複区間内）
- 永慶寺橋（永慶寺川、廿日市市、国道2号重複区間内）
- 新神路橋（可愛川、廿日市市）
- 望橋（木末川、広島市佐伯区）
- 新木末橋（木末川、広島市佐伯区）
- 新久下橋（八幡川、広島市佐伯区）
- 境橋（広島市佐伯区）
- 水落橋（大畑川、広島市佐伯区）
- 新ゆるぎ橋（大畑川、広島市佐伯区）
- 水内大橋（水内川、広島市佐伯区）
- 新国原橋（広島市佐伯区）
- 新松原橋（滝谷川、広島市佐伯区）
- 安永橋（太田川、広島市佐伯区 - 山県郡北広島町）
- 永代橋（丁川、山県郡北広島町）
- 鎧橋（丁川、山県郡北広島町）
- 式敷（しきじき）大橋（江の川、安芸高田市 - 三次市）
- 日山橋（神之瀬川、三次市、国道375号重複区間内）
- 巴橋（馬洗川、三好市、国道375号重複区間内）

#### トンネル
- 八坂山隧道：延長96 m、1948年（昭和23年）竣工、廿日市市（国道2号重複区間内）
- 下五原トンネル：延長162 m、1991年（平成3年）竣工、広島市佐伯区
- 百々山（どどやま）隧道：延長70 m、1964年（昭和39年）竣工、山県郡安芸太田町
- 鳴瀬清流トンネル：延長829 m[8]、2023年（令和5年）竣工、三次市（国道375号重複区間内）
- 日下（ひげ）わかあゆトンネル：延長342 m、2005年（平成17年）竣工、三次市（国道375号重複区間内）

### 交通量
24時間交通量（台）　道路交通センサス
| 観測地点                | 平成22（2010）年度 |
| ----------------------- | ------------------ |
| 廿日市市上平良          | 8,949              |
| 廿日市市原              | 201                |
| 広島市佐伯区湯来町和田  | 4,236              |
| 安芸太田町加計※1        | 1,719              |
| 安芸太田町加計※2        | 687                |
| 北広島町戸谷            | 1,991              |
| 北広島町志路原          | 2,068              |
| 北広島町惣森            | 512                |
| 安芸高田市美土里町桑田  | 154                |
| 安芸高田市美土里町北893 | 843                |
| 安芸高田市高宮町佐々部  | 611                |

（出典：「平成22年度道路交通センサス」（国土交通省ホームページ）より一部データを抜粋して作成）

※1　加計バイパス旧道区間 ※2　国道434号交点 - 溝口加計線交点間

## 地理
広島県三次市内は江の川に沿って国道375号と重複しており、川の対岸に2018年（平成30年）に廃線となった旧JR三江線跡がある。内陸山間部の農村集落を経由しており、各集落で道路脇に独特の石垣も見られる。廿日市市に近い七曲峠付近では、上から瀬戸内海を眺望できる絶景ポイントがある。

### 通過する自治体
- 広島県
  - 大竹市 - 廿日市市 - 広島市（佐伯区） - 山県郡安芸太田町 - 山県郡北広島町 - 安芸高田市 - 三次市

### 交差する道路
| 交差する道路                                                                                               | 市町村名   | 市町村名   | 交差する場所                  | 交差する場所                  |
| --- | ---------- | ---------- | ----------------------------- | ----------------------------- |
| 国道2号 重複区間起点 国道186号                                                                             | 大竹市     | 大竹市     | 北栄                          | みどり橋東詰交差点 / 起点     |
| 山口県道・広島県道117号乙瀬小方線                                                                          | 大竹市     | 大竹市     | 小方1丁目                     | 新町陸橋南交差点              |
| E2 広島岩国道路                                                                                            | 大竹市     | 大竹市     | 黒川1丁目                     | 32-3 大竹IC                   |
| 広島県道42号大竹湯来線                                                                                     | 大竹市     | 大竹市     | 玖波1丁目                     | 恵川（えがわ）新橋北詰交差点  |
| 広島県道201号玖波停車場線                                                                                  | 大竹市     | 大竹市     | 玖波1丁目                     | 玖波交差点                    |
| 広島県道289号栗谷大野線                                                                                    | 廿日市市   | 廿日市市   | 大野中央1丁目                 | 大野支所北交差点              |
| 広島県道469号廿日市環状線未供用                                                                            | 廿日市市   | 廿日市市   | 宮島口西1丁目                 | 深江交差点                    |
| 広島県道43号厳島公園線                                                                                     | 廿日市市   | 廿日市市   | 宮島口1丁目                   | 宮島口駅前交差点              |
| 国道2号 / 旧道                                                                                             | 廿日市市   | 廿日市市   | 阿品1丁目                     |                               |
| E2 広島岩国道路                                                                                            | 廿日市市   | 廿日市市   | 地御前北（じごぜんきた）1丁目 | 32-1 廿日市IC                 |
| 広島県道30号廿日市佐伯線                                                                                   | 廿日市市   | 廿日市市   | 宮内1丁目                     | 宮内交差点                    |
| 国道2号 重複区間終点 国道488号 重複区間起点 広島県道247号廿日市港線 広島県道294号虫道廿日市線 重複区間起点 | 廿日市市   | 廿日市市   | 上平良（かみへら）            | 上平良交差点                  |
| E2 山陽自動車道 広島県道469号廿日市環状線                                                                  | 廿日市市   | 廿日市市   | 上平良                        | 速谷高架下交差点 31-1 宮島SIC |
| 広島県道294号虫道廿日市線 重複区間終点                                                                     | 廿日市市   | 廿日市市   | 原                            |                               |
| 広島県道291号長野葛原線                                                                                    | 廿日市市   | 廿日市市   | 原                            |                               |
| 広島県道291号長野葛原線                                                                                    | 広島市     | 佐伯区     | 湯来町大字葛原                |                               |
| 広島県道41号五日市筒賀線                                                                                   | 広島市     | 佐伯区     | 五日市町大字下河内            |                               |
| 広島県道77号久地伏谷線 重複区間起点                                                                        | 広島市     | 佐伯区     | 湯来町大字葛原（つづらはら）  |                               |
| 広島県道292号川角佐伯線                                                                                    | 広島市     | 佐伯区     | 湯来町大字伏谷（ふしだに）    | 新川角橋北詰交差点            |
| 広島県道77号久地伏谷線 重複区間終点 広島県道292号川角佐伯線 / 旧道                                         | 広島市     | 佐伯区     | 湯来町大字伏谷                | 川角（かわすみ）交差点        |
| 国道488号 重複区間終点                                                                                     | 広島市     | 佐伯区     | 湯来町大字和田                | 湯来出張所前交差点            |
| 広島県道71号広島湯来線                                                                                     | 広島市     | 佐伯区     | 湯来町大字麦谷                |                               |
| 広島県道177号下佐東線                                                                                      | 広島市     | 佐伯区     | 湯来町大字下                  |                               |
| 広島県道304号中筒賀下線                                                                                    | 広島市     | 佐伯区     | 湯来町大字下                  |                               |
| 国道191号 重複区間起点                                                                                     | 山県郡     | 安芸太田町 | 大字坪野                      |                               |
| 広島県道303号上筒賀津浪線                                                                                  | 山県郡     | 安芸太田町 | 大字津浪（つなみ）            |                               |
| 国道191号 重複区間終点                                                                                     | 山県郡     | 安芸太田町 | 大字津浪                      |                               |
| 国道434号 重複区間起点 広島県道308号溝口加計線 重複区間起点                                                | 山県郡     | 安芸太田町 | 大字加計                      | 加計郵便局前交差点            |
| 広島県道308号溝口加計線 重複区間終点                                                                       | 山県郡     | 北広島町   | 戸谷                          |                               |
| 広島県道301号澄合豊平線                                                                                    | 山県郡     | 北広島町   | 戸谷                          |                               |
| 広島県道40号安佐豊平芸北線 重複区間起点                                                                    | 山県郡     | 北広島町   | 戸谷                          |                               |
| 広島県道313号烏帽子中原線                                                                                  | 山県郡     | 北広島町   | 中原                          |                               |
| 広島県道40号安佐豊平芸北線 重複区間終点                                                                    | 山県郡     | 北広島町   | 志路原（しじはら）            |                               |
| 広島県道312号志路原大朝線                                                                                  | 山県郡     | 北広島町   | 志路原                        |                               |
| 広島県道315号下石八重線                                                                                    | 山県郡     | 北広島町   | 下石                          |                               |
| 国道261号 重複区間起点                                                                                     | 山県郡     | 北広島町   | 蔵迫                          | 蔵迫中央交差点                |
| 国道261号 重複区間終点                                                                                     | 山県郡     | 北広島町   | 蔵迫                          |                               |
| 広島県道311号新庄千代田線                                                                                  | 山県郡     | 北広島町   | 川戸                          |                               |
| 広島県道69号千代田八千代線                                                                                 | 山県郡     | 北広島町   | 惣森                          |                               |
| 広島県道・島根県道6号吉田邑南線 重複区間起点                                                               | 安芸高田市 | 安芸高田市 | 美土里町生田                  |                               |
| 広島県道・島根県道6号吉田邑南線 重複区間終点                                                               | 安芸高田市 | 安芸高田市 | 美土里町北                    |                               |
| 広島県道323号中北川根線                                                                                    | 安芸高田市 | 安芸高田市 | 美土里町北                    |                               |
| 広島県道179号下北甲田線                                                                                    | 安芸高田市 | 安芸高田市 | 高宮町来女木（くるめぎ）      |                               |
| 広島県道・島根県道4号甲田作木線 重複区間起点                                                               | 安芸高田市 | 安芸高田市 | 高宮町佐々部                  |                               |
| 広島県道・島根県道4号甲田作木線 重複区間終点 広島県道・島根県道112号三次江津線 重複区間起点                | 安芸高田市 | 安芸高田市 | 高宮町佐々部                  |                               |
| 国道375号 重複区間起点 広島県道・島根県道112号三次江津線 重複区間終点                                      | 三次市     | 三次市     | 作木町香淀（こうよど）        |                               |
| 国道54号 重複区間起点 国道184号 重複区間終点                                                               | 三次市     | 三次市     | 三次町                        | 日山橋東詰交差点              |
| 国道54号 重複区間終点 国道184号 重複区間終点                                                               | 三次市     | 三次市     | 三次町                        | 尾関大橋北詰交差点            |
| 広島県道39号三次高野線 重複区間起点                                                                        | 三次市     | 三次市     | 三次町                        | 太才町交差点                  |
| 広島県道434号和知三次線                                                                                    | 三次市     | 三次市     | 三次町                        | 三次中学校入口交差点          |
| 広島県道・島根県道112号三次江津線                                                                          | 三次市     | 三次市     | 三次町                        | 三次町交差点                  |
| 国道375号 重複区間終点 国道434号 重複区間終点 広島県道39号三次高野線 重複区間終点                          | 三次市     | 三次市     | 三次町                        | 巴橋東詰交差点 / 終点         |

### 交差する鉄道
- 山陽本線
- 山陽新幹線

### 峠
- 七曲峠（廿日市市 - 広島市佐伯区）
- 二重谷峠（安芸高田市）